# 베르니이헝 조약

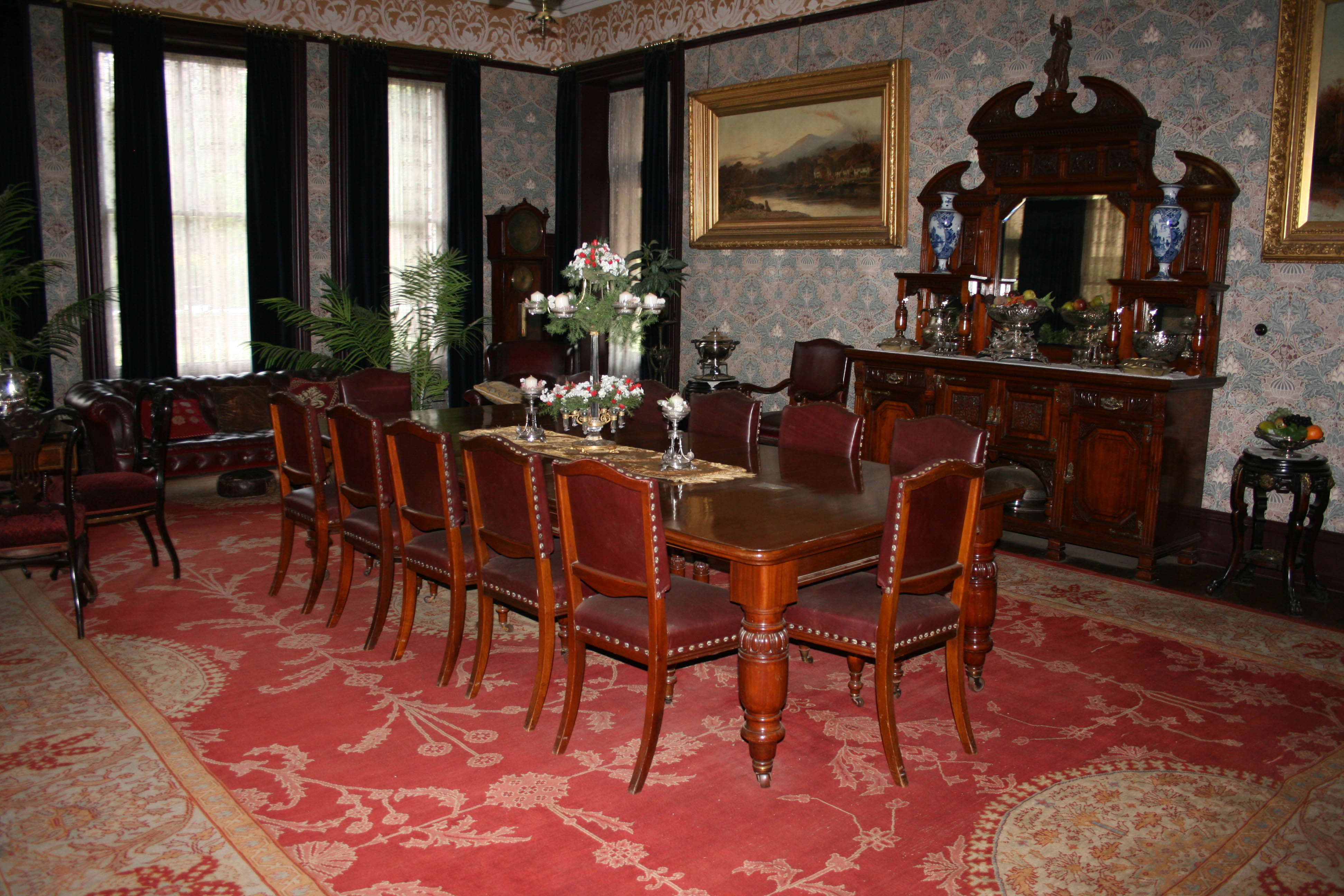

베르니이헝 평화 조약(영어: Treaty of Vereeniging, 아프리칸스어: Verdrag van Vereeniging)은 1902년 5월 31일 제 2차 보어 전쟁을 치른 대영제국과 트란스발 공화국, 오렌지 자유국이 맺은 평화협정으로서, 이 조약으로 인해서 결국 트란스발과 오렌지 자유국은 이 두 보어인 국가들은 독립을 상실하고 영국의 식민지로 편입되어 지배를 받는 대신에, 보어인들에게 자치를 허락하고 복구를 위해서 자금을 지원한다는 내용을 담고 있다.
영국측에서는 남아프리카 고등판무관인 밀너 경과 키치너 장군이, 트란스발 공화국과 오렌지 자유국 측에서는 루이스 보타, C.R.드 벳 장군 등이 참가하여 서명했다. 조약은 플토리아의 멜로즈 하우스에서 서명되었다.
이 조약으로 인해서 모든 보어 군들이 무장을 해제하고 영국군에게 항복했으며, 영국은 보어 공화국들을 식민지로 편입하는 대신에 후일 보어인에게 자치권을 주겠다고 약속하였다. 이로 인해 트란스발 공화국(South African Republic)과 오렌지 자유국(Orange Free State)가 사라지고 트란스발 식민지와 오렌지 강 식민지로 변경되었다. 다음 내용은 조약의 주요한 내용이다.
- 모든 보어 군인들은 항복한다.
- 모든 보어 군인들은 무장해제를 한다.
- 모든 보어인들은 영국의 국왕에게 충성을 맹세한다.
- 사형은 집행되지 않는다.
- 포로들에 대한 사면이 시행될 것이다.
- 법원이나 학교 등에서의 네덜란드어 사용을 허락한다.
- 트란스발과 오렌지 강 식민지에 자치를 허용한다(각각 1906년과 1907년에 자치권이 주어졌다.).
- 흑인 원주민들의 참정권에 대해서는 자치권이 주어지기 전까지는 언급하지 않는다
- 3,000,000 파운드를 보어인의 피해를 복구하는데 투자한다.
- 보어인의 재산권은 보호된다.
- 토지에 대한 세금을 부과하지 않는다.
- 등록된 개인 총기는 소유를 허가한다.

1906년과 1907년에 각각 트란스발 식민지와 오렌지 강 식민지에 자치권이 주어졌고, 1910년 5월 31일 남아프리카 연방이라는 영연방 내의 자치령이 성립되었다. 1926년과 1931년의 제국회의와 웨스트민스터 헌장에 의거하여 독립하게 되었으며, 1961년에는 영국과의 관계를 끊고 공화국으로 체제를 변경했다.

## 같이 보기
- 남아프리카 공화국의 역사